# Les Carnets de Cerise
Les Carnets de Cerise est une série de bande dessinée en 6 tomes publiée par Soleil Productions entre 2012 et 2024, écrite par Joris Chamblain et dessinée par Aurélie Neyret. Cerise est une fille de 11 ans qui rêve de devenir écrivaine et son sujet de prédilection est les gens. Elle participe à diverses aventures avec ses amis lors de ses investigations. La série a remporté le Prix Saint-Michel dans la Catégorie Humour / Jeunesse en 2015. L'édition brésilienne du premier volume a remporté le Troféu HQ Mix de meilleure publication pour enfants en 2019,,,,,,.

## Tomes
- Tome 1 : Le Zoo pétrifié, 2012
- Tome 2 : Le Livre d'Hector, 2013
- Tome 3 : Le Dernier des cinq trésors, 2014
- Tome 4 : La Déesse sans visage, 2016
- Tome 5 : Des premières neiges aux Perséides, 2017
- Hors Série : Les Carnets de Cerise et Valentin, 2018
- Tome 6 : La Parenthèse de l'oubli, 2024

## Principaux prix et distinctions
- Sélection jeunesse du Festival d'Angoulême 2013 pour Les carnets de Cerise, tome 1 : Le Zoo pétrifié
- Prix Jeunesse du festival d'Angoulême 2014[8] pour Les Carnets de Cerise, tome 2 : Le Livre d'Hector
- Prix Livrentête 2014[9] Catégorie BD Junior, pour Les carnets de Cerise, tome 1 : Le Zoo pétrifié
- Prix Saint-Michel, Catégorie Humour-Jeunesse 2015 pour Les Carnets de Cerise, tome 3 : Le Dernier des cinq trésors
- Prix Paille en Queue 2016[10] du Salon du Livre jeunesse de l'océan Indien, Catégorie 5e-4e pour Les Carnets de Cerise, tome 4 : La Déesse sans visage